# Zooplankton
Zooplankton ali živalski plankton je droben živalski organizem, ki prosto lebdi v vodi ali se pasivno premika z vodnimi tokovi.
Vrste živalskega planktona so:
- razne meduze
- mali rakci
- enocelični radiolarji
- ikre
- manjši lupinarji

Mikroskopska žival se prehranjuje z rastlinskim planktonom. Manjši lupinar je glavni vir hrane za razne kite.  

## Vir
- Zei Miroslav (1988). Življenje v morju. Ljubljana. Cankarjeva založba. str. 79. COBISS 3869184.